# Tomás Manuel Vilanova Muñoz y Poyanos
Thomas Manuel Villanova Muñoz (18 de septiembre de 1737 Bigastro, Alicante- 5 de septiembre de 1802, Valencia) fue un erudito español, catedrático en la Universidad de Valencia; traductor de obras de Antoine Baumé, interesado en astronomía, química y numerosas materias.

## Biografía
Tomás Manuel Vilanova estudió filosofía y medicina en la Universidad de Valencia, doctorándose en la misma en la disciplina de medicina, pero sus amplios intereses le llevaron a estudiar de manera privada física, química, botánica, matemáticas, farmacia o astronomía entre otras, así como numerosas lenguas (latín, griego, árabe) que completó con lenguas modernas en los viajes que realizó por Francia, Italia, Alemania y Hungría.
Durante ese viaje por Europa que duró dos años, creó un herbario de cerca de mil plantas que clasificó según el sistema de Linneo.
Tras la cátedra de aforismos de medicina, y después de numerosas vicisitudes ocupó la Cátedra de Química y Botánica, aprobada en el Plan de Estudios del Rector Vicente Blasco y García. Vilanova ocupó dicha cátedra desde 1790 hasta su fallecimiento en 1802. Esta circunstancia le llevó a traducir obras de Baumé y a habilitar un laboratorio próximo a la facultad. Aunque tradujo las obras de Baumé, en 1790 introdujo en la cátedra la química de Lavoisier con sus principios y nomenclatura. 

## Obra
Su obra es abundante, aunque no toda fue publicada. Destacan las dos obras astronómicas dedicas a Urano (Herschel).
- Tabla para saber todos los días del año a que hora y minutos sale el sol y se pone en Valencia, Valencia, Estevan Doiz, 1758.
- Discurso sobre un nuevo modo fácil y expedito de demostrar las proposiciones matemáticas, fundadas en proporcionalidad. Valencia, Francisco Burguete, 1872.
- Curso del nuevo planeta Herschel, según se observará desde Valencia en el ano 1786. Valencia, José y Tomás de Orga, 1785.
- Modo fácil de observar el planeta Herschel en su movimiento del año 1788. Valencia, José y Tomás de Orga, 1787.